# Буньково (Новосибирская область)
Буньково — деревня в Коченёвском районе Новосибирской области России. Входит в состав Прокудского сельсовета.

## География
Площадь деревни — 59 гектаров.

## История
Основана в 1726 году. В 1928 году состояла из 199 хозяйств, основное население — русские. В административном отношении являлось центром Буньковского сельсовета Бугринского района Новосибирского округа Сибирского края.

## Население
| 1926 | 2002 | 2007 | 2010 |
| ---- | ---- | ---- | ---- |
| 1014 | ↘272 | ↘271 | ↗300 |

## Инфраструктура
В деревне по данным на 2007 год функционируют 1 учреждение здравоохранения и 1 учреждение образования.